# عين الأصيل

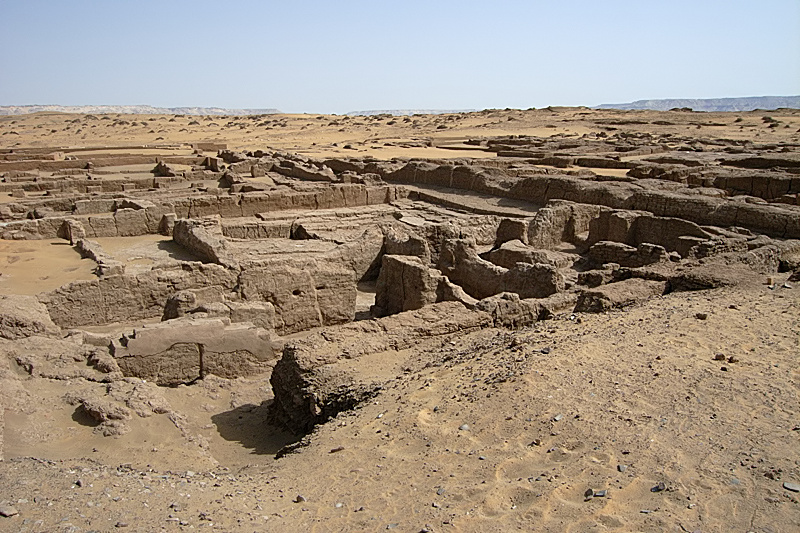
عين الأصيل

عين الأصيل هو موقع أثري في مدينة بلاط المصرية القديمة بواحة الداخلة، محافظة الوادي الجديد. تم بناء قصر ومستوطنة الحاكم المحلي في الأسرة المصرية السادسة. تقع مقبرة المستوطنة على بعد حوالي كيلومتر واحد إلى الغرب في قلاع الضبع. تعتبر الأدلة الموجودة في شمال شرق بلاط من بين أقدم المعالم الأثرية المصرية القديمة في الصحراء الغربية وتشهد على أهمية منطقة بلاط كمركز إداري مهم في المملكة المصرية القديمة.

## اكتشاف
تم اكتشاف الموقع الأثري المحلي فقط في يناير 1947 بواسطة عاصفة رملية. في أكتوبر 1968، تم إجراء أول حفريات حفر على يد عالم المصريات المصري أحمد فخري (1905-1973). تم الكشف عن جدران من الطوب، وفخار، وكتل حجرية منقوشة، وشاهد قبر يحمل اسم الملك أو العرش نفر كا رع (بيبي الثاني). توقف العمل بوفاة فخري، لكن استأنف العمل في عام 1978 من قبل المعهد الفرنسي للآثار الشرقية في القاهرة تحت إشراف عالم المصريات جان فيركوتير (1911-2000). العمل في قلاع الضبع وعين الأصيل مستمر ويديره الآن عالم المصريات جورج سقيسيان.

## التاريخ والوصف
إن مستوطنة عين الأصيل شيء مميز، أولاً، أنه كان هناك مستوطنة كبيرة ومزدهرة بعيدة عن وادي النيل. من ناحية أخرى، فإن حالة حفظها الجيدة هي التي تمكن العلماء من دراسة مدينة من المملكة المصرية القديمة ومقبرتها في قلاع الضبع.

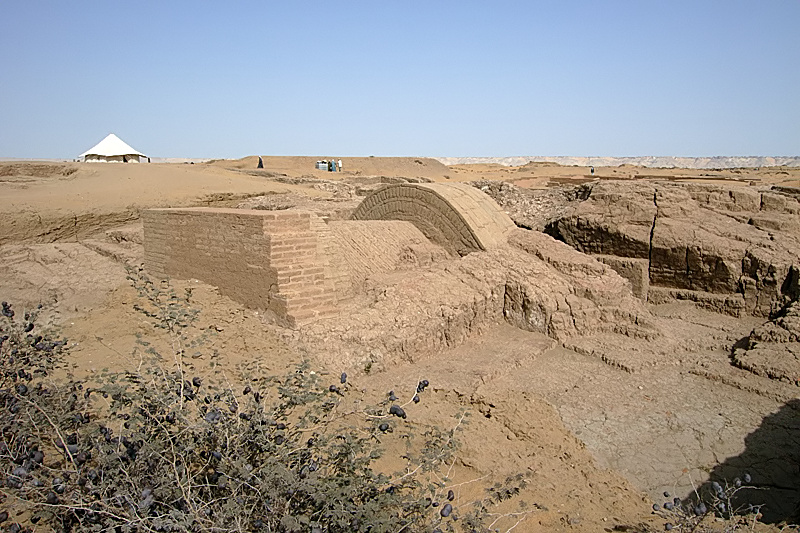
مستوطنة عين الأصل

كانت المدينة قائمة بين أواخر الأسرة المصرية الخامسة أو أوائل الأسرة السادسة والفترة الانتقالية الثانية. خلال هذا الوقت كانت هناك عدة مراحل استيطانية تم فيها بناء المباني السابقة بالكامل. وانتهت المرحلة الأولى بعد نحو ثلاثة أجيال بنيران اندلعت في القصر وأجزاء أخرى من المستوطنة.

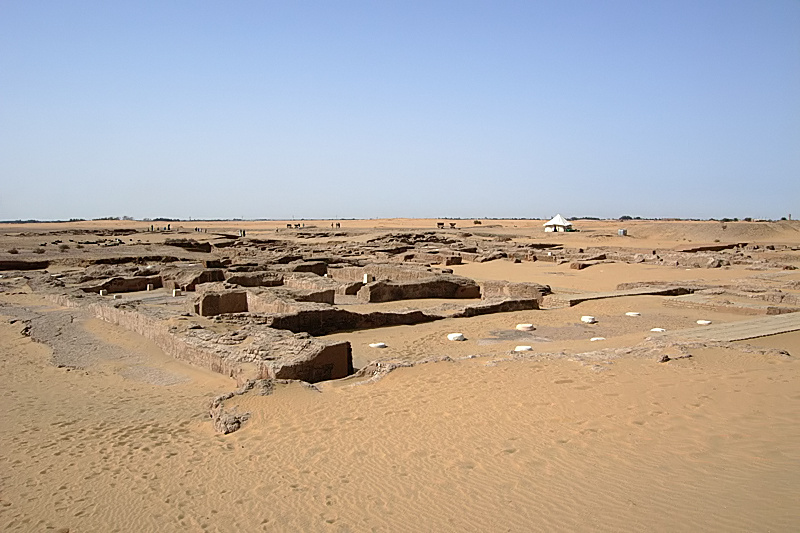
عين الأصيل من الجنوب

ومع ذلك، استمر استخدام المستوطنة. كانت أحدث المكتشفات في عين الأصيل عبارة عن كتل منقوشة من الأعمدة وشواهد من الرجال، ترجع إلى الأسرات الثامنة عشر والتاسعة عشر (الإمبراطورية المصرية).
الموقع في عين الأصيل، الذي كان في الأصل عبارة عن سور محصن صغير، اشتمل لاحقًا على مساحة مستطيلة تبلغ مساحتها 33 هكتارًا، مقسمة إلى جزأين منفصلين. أقرب منطقة هي القلعة إلى الشمال، مع مستوطنة من الطوب اللبن تمتد إلى الجنوب والشرق من هذا. كانت مركزًا إداريًا للداخلة في عهدي بيبي الأول وبيبي الثاني، ويبدو أن معظم المدينة قد دمرتها النيران في نهاية المملكة المصرية القديمة وتم التخلي عنها لبعض الوقت. يقدم اكتشاف نادر لألواح طينية منقوشة يعود تاريخها إلى الأسرة السادسة أقدم دليل على أن واحة الداخلة كانت مرتبطة بوادي النيل خلال هذا الوقت. تحتوي الألواح على أسماء حكام الواحات وأسرهم بخط هيراطيقي بالإضافة إلى قوائم توزيع السلع والإمدادات الغذائية إلى القصر، وهي معلومات قيّمة كانت تُكتب عادةً في مناطق أخرى من مصر على ورق البردي.
من القلعة، التي تم تكييفها لاحقًا لاستخدامات أخرى، تمتد المدينة إلى الجنوب على طول شارع رئيسي وإلى الشرق هي المبنى الإداري الرئيسي، أو القصر الذي يبدو أنه احتوى على فناء ربما كان منطقة للجمهور العام. ارتفعت الشقق المحيطة إلى ارتفاع يقدر بنحو 4 أمتار، وجدرانها مطلية باللون الأصفر المغرة وأعمدة خشبية على قواعد من الحجر الجيري. على الجانبين، تم الكشف عن مستويين متراكبين من المجلات المقببة، ربما كانت تستخدم لتخزين المنتجات، التي تشير إليها أدلة بقايا الجرار الزيتية، ولكن تم إفراغها قبل بناء المستوى الثالث. تم بناؤها في عهد حاكم يُدعى ميدو نفر، والذي قام أيضًا ببناء مصلى عبادة هنا ويمكن رؤية اسمه وألقابه على مدخل الناووس الذي تم ترميمه. يوجد أيضًا داخل منطقة القصر اسم حاكم آخر، خينتكا وأختام تحمل اسم بيبي الثاني. حتى الآن تم العثور على أسماء خمسة أجيال على الأقل من الحكام وأقام كل منهم ملاذاً صغيراً لأنفسهم.
كشفت الحفريات الأخرى في المستوطنة عن العديد من المساكن الكبيرة بشكل مدهش (أكبر بكثير من تلك الأمثلة النادرة الموجودة في وادي النيل) وبعضها يحتوي على بقايا سلالم تؤدي إلى شرفة على السطح. كما تم العثور على مخابز بها أفران وأحجار طحن وأواني فخارية لخبز الخبز إلى جانب ورش خزفية والعديد من قطع الفخار.
على الرغم من أن حريقًا دمر الكثير من البلدة المبكرة وجزءًا من الهيكل الشبيه بالقلعة، فقد أعيد بناؤه خلال الفترة الانتقالية الأولى ليشمل الجدار المحيط والقناة ويبدو أنه تم إجراء قدر كبير من الترميم. سمح التدمير بالنار لعلماء الآثار بالحصول على الكثير من المعلومات حول هياكل المملكة المصرية القديمة. يبدو أنه تم التخلي عنها قبل العصر البطلمي وحتى الآن لم يتم العثور على بقايا رومانية في الموقع.
تمتد منطقة الحفر على حوالي 800 متر من الشمال إلى الجنوب وأكثر من 500 متر من الشرق إلى الغرب. أقدم جزء من المستوطنة القديمة من وقت بيبي الأول كان محاطًا بجدار مستطيل تقريبًا بطول جانبي يبلغ حوالي 170 مترًا. كانت هناك حصون في الزوايا. وأضيفت فيما بعد مبانٍ إلى الجنوب دون إقامة أسوار جديدة حولها.
في الشمال يوجد قصر الحاكم، ويمكن التعرف عليه بسهولة من خلال القاعة ذات الأعمدة. يبلغ طول القصر 225 مترا من الشمال إلى الجنوب وعرض 95 مترا. احتوى القصر على مصليات جنائزية لثلاثة حكام. مدخل ذو عمودين يقودان من فناء مركزي إلى صحن آخر به قاعة وغرفتين جانبيتين ممدودتين. تؤكد شاهدة المرسوم الملكي لبيبي الثاني الغرض من هذه المصليات. إلى الشرق من هذه المصليات كانت منطقة إدارية كبيرة لها فناء خاص بها. كانت جميع المباني مبنية من الطوب اللبن ولصقها. كانت هناك أربع ورش للفخار في الجزء الجنوبي من المستوطنة.